# اللجنة البارالمبية الدولية
اللجنة البارالمبية الدولية (بالألمانية: Internationales Paralympisches Komitee)‏ (تعرف اختصارًا ب IPC) هي منظمة دولية غير ربحية والهيئة الحاكمة العالمية للحركة البارالمبية.
تُنظم اللجنة البارالمبية الدولية الألعاب البارالمبية وتعمل كاتحاد دولي لتسع رياضات. تأسست في 22 سبتمبر 1989 في دوسلدورف، ألمانيا الغربية، مهمتها هي "تمكين الرياضيين البارالمبيين من تحقيق التميز الرياضي وإلهام العالم وإثارته". علاوة على ذلك، تهدف اللجنة البارالمبية الدولية إلى تعزيز القيم البارالمبية وخلق فرص رياضية لجميع الأشخاص ذوي الاحتياجات الخاصة، من مستوى المبتدئين إلى مستوى النخبة.
تتمتع اللجنة البارالمبية الدولية بدستور وهيكل ديمقراطيين وتتكون من ممثلين من 183 لجنة بارالمبية وطنية (NPCs)،  وأربع منظمات دولية للرياضة للأشخاص ذوي الاحتياجات الخاصة (IOSDs) وخمس منظمات إقليمية. يقع مقر  اللجنة البارالمبية الدولية في بون، ألمانيا.

## نظرة عامة
في عام 1982، أسست أربع منظمات دولية رياضية لذوي الاحتياجات الخاصة اللجنة الدولية لتنسيق المنظمات الرياضية العالمية لذوي الإعاقة (ICC) بهدف تنظيم الألعاب البارالمبية بشكل أكثر كفاءة ومنح الحركة البارالمبية صوتًا موحدًا. في السنوات اللاحقة، انضمت منظمات أخرى وظهرت الحاجة إلى منظمة ذات توجيه ديمقراطي، كما طالبت بذلك الدول المشاركة في الحركة البارالمبية. كانت هذه الدول ترغب في هيكل ديمقراطي لتحسين التمثيل الوطني والإقليمي، مما أدى إلى تأسيس اللجنة البارالمبية الدولية (IPC) كما هي معروفة اليوم. كانت الألعاب البارالمبية الشتوية لعام 1994 في النرويج أول ألعاب تُنظم بواسطة اللجنة البارالمبية الدولية.
تعمل اللجنة البارالمبية الدولية (IPC) كمنظمة شاملة، تمثل عدة رياضات وإعاقات، على عكس المنظمات الرياضية الدولية الأخرى للرياضيين ذوي الإعاقة، التي تقتصر في الغالب على رياضة واحدة أو إعاقة واحدة. كما تختلف عن اللجنة الأولمبية الدولية، التي تعتمد على هيئات منفصلة تمثل كل رياضة أولمبية.
يشرف مجلس إدارة مكون من خمسة عشر عضوًا على اللجنة البارالمبية الدولية بين اجتماعات الجمعية العامة. أصبح روبرت د. ستيوارد أول رئيس في عام 1989. ومنذ عام 2017، أصبح أندرو بارسونز رئيسًا للجنة البارالمبية الدولية.

## الرؤساء
ترأس اللجنة البارالمبية الدولية حتى الآن ثلاثة رؤساء. كان الرئيس المؤسس، الذي تولى رئاستها من عام 1989 إلى عام 2001، هو الكندي روبرت ستيدوارد، الذي أسس سابقًا صندوق الرياضة الكندي لذوي الإعاقة الجسدية. خلفه في عام 2001 البريطاني فيليب كرافن، وهو رياضي بارالمبي سابق ورئيس سابق للاتحاد الدولي لكرة السلة على الكراسي المتحركة، وقد شغل منصب الرئيس حتى عام 2017. خلف كرافن البرازيلي أندرو بارسونز، الذي كان نائب رئيس اللجنة البارالمبية الدولية من 2013 إلى 2017 ورئيسًا سابقًا للجنة البارالمبية البرازيلية.
| الصورة | الاسم             | الدولة          | السنوات   |
| ------ | ----------------- | --------------- | --------- |
|        | روبرت ستيوارد     | كندا            | 1989–2001 |
|        | السير فيليب كرافن | المملكة المتحدة | 2001–2017 |
|        | أندرو بارسونز     | البرازيل        | 2017–     |

## مجلس الإدارة

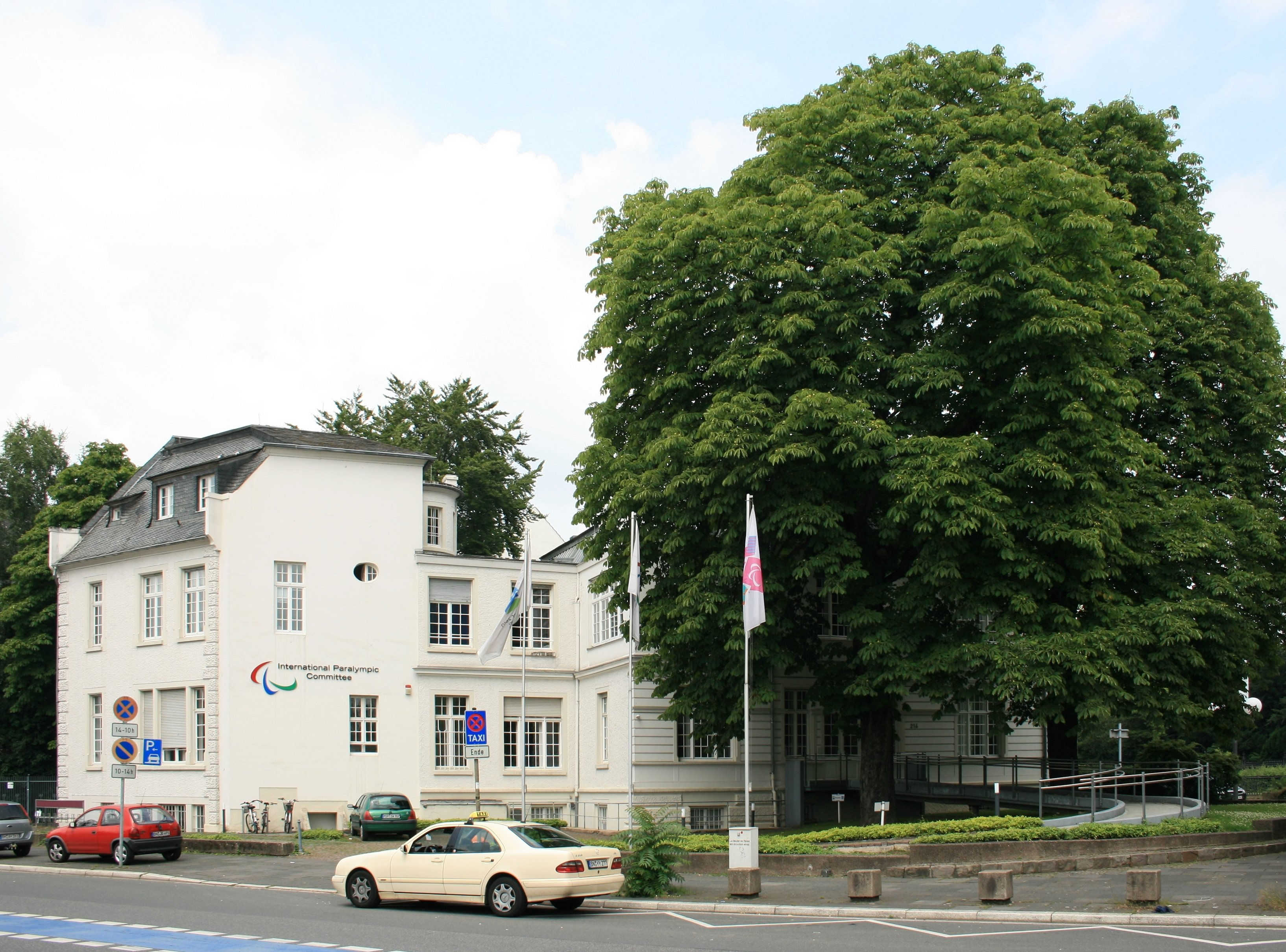
المقر السابق للتصنيف الدولي للبراءات في بون

يتألف مجلس إدارة اللجنة البارالمبية الدولية من 14 عضوًا، يُنتخب 12 منهم في الجمعية العامة، بما في ذلك الرئيس ونائب الرئيس. أُجريَت آخر انتخابات لمجلس الإدارة في 12 ديسمبر 2021: 
- أندرو بارسونز ، الرئيس
- دوان كالي ، نائب الرئيس
- ديبرا الكسندر
- محمد الهاملي
- جاي جون تشونج
- ماريانا ديفيس
- تشيلسي جوتل
- ميكي ماثيسون
- لوكا بانكالي
- جون بيترسون
- ماجد راشد
- روبين سميث

كما يتمتع رئيس مجلس الرياضيين التابع للجنة البارالمبية الدولية، جيتسكي فيسر، ونائب رئيس مجلس الرياضيين التابع للجنة البارالمبية الدولية الأول، جوش دويك، بحقوق التصويت في مجلس الإدارة.

## المجلس الشرفي للجنة البارالمبية الدولية
تضم اللجنة البارالمبية الدولية (IPC) مجلسًا فخريًا يتكون من الأفراد المتميزين الذين يدعمون أهداف اللجنة ويستخدمون مكانتهم لجمع التبرعات وزيادة الوعي بعملها.
الأعضاء الفخريون الحاليون في المجلس الشرفي هم:
- الأميرة مارغريت من هولندا
- الدوقة الكبرى ماريا تيريزا من لوكسمبورغ
- الأميرة فيكتوريا ولي العهد السويدي
- الأمير ألبرت أمير موناكو
- جيمس وولفنسون ، الرئيس السابق للبنك الدولي
- ماريا جوليجينا ، مغنية الأوبرا
- الأميرة هيا بنت الحسين
- تيريز راين ، مؤسسة إنجوس
- الأميرة أستريد من بلجيكا.

## وصلات خارجية
- الموقع الرسمي
- دليل أسلوب اللجنة البارالمبية الدولية (IPC)
- Paralympic Sport TV – قناة يوتيوب الرسمية